# Британски военни мисии в България (1943 – 1944)
Британските военни мисии в България 1943 – 1944 г. са подразделения на Управление за специални операции на Британската армия (УСО) за връзка с НОВА по време на Втората световна война.
Британското УСО, базирано в Кайро, създава подразделения, които изпраща на Балканския полуостров. Като правило са спускани с парашути от самолет. Целта е поддържането с въоръжение, боеприпаси и военно оборудване на активно действуващите съпротивителни движения. Също така събирането на обективни разузнавателни сведения и по възможност поставяне на движенията под британски контрол. Политическите цели на мисиите се променят съобразно с динамичната обстановка по фронтовете на войната и съюзническите взаимоотношения в рамките на Антифашистката коалиция.
Началната информация за мисиите е оскъдна. Според документ от 6 юли 1943 г., изготвен от началника на Ловешкия гарнизон е спусната на 12 юни 1943 г. в района на Ловеч. Освен личния състав са спуснати с 13 парашута–лека картечница, противобронева пушка, картечни пистолети, бомби, взривни материали, адски машини, облекло и др. Съвременни изследователи допускат, че е унищожена на място.
Известни са 4 британски военни мисии в България 1943 – 1944 г.

## Първа мисия
Наименувана е „Мълигатони“ („Mulligatawny“). Командир е майор Мостин Дейвис. В състава са и сержант Ник Мървин (Монро), сержант Джон Уолкър, сержант Уот и сержант Шейн. Спусната е с парашути около с. Цървена вода, западно от планината „Караорман“ в Югославия на 15 септември 1943 г. След дълъг преход се установява в с. Църна Трава при Вранския партизански отряд на ЮНОА, командир Живоин Николич (Бърко). Успява да влезе във връзка с командването на НОВА чрез Владо Тричков и Делчо Симов. Подробно изучава структурата и състава на НОВА и ОФ. Координира доставките на британско оръжие. В началото на 1944 г. към мисията се присъединява и майор Франк Томпсън. Майор Мостин Дейвис е убит на 23 март 1944 г. в състава на Косовската партизанска бригада в сражение с български армейски подразделения при с. Ново село, Сурдулишко в района на Чемерник планина. Същата мисия е включена в македонската историография като Британска военна мисия при ГЩ на НОВ и ПОМ.

## Втора мисия
Формирана през януари 1944 г. Наименувана е „Клариджис“ („Claridges“). Командир е майор Франк Томпсън. В състава са и Кенет Скот (радист), Джон Уолкър (сапьор), преводачът Ник Мървин (Монро). Успява да установи връзка с ръководството на НОВА чрез Владо Тричков, Славчо Трънски, Денчо Знеполски и Делчо Симов. Получава сведения за структурата и състава на НОВА и ОФ. Въоръжава няколко български партизански подразделения. Включена е в състава на Втора софийска народоосвободителна бригада и бойния поход от Югозападна към Северозападна България. На 23 май 1944 г. участва в битката с българска армейска част и жандармерия при село Батулия. Майор Франк Томпсън е ранен, заловен и разпитван от Разузнавателната служба при Щаба на войската. През нощта на 10 юни 1944 г. е изведен от ареста и разстрелян в района на местността „Калето“ в село Литаково заедно с партизанина Лазар Атанасов и ятака Христо Гурбинов. От състава на мисията оцелява Кенет Скот.

## Трета мисия
Командир е майор Джон Харингтон. Спусната е на гръцка територия през април 1944 г. Установява връзка с командването на Втора Пловдивска въстаническа оперативна зона чрез Иван Радев и Братан Шукеров. През юли към състава и се присъединява майор Иън Макфърсън, а през август и капитан Доналд Ридъл. Успява да въоръжи част от Втора родопска бригада „Васил Коларов“.

## Четвърта мисия
Командир е майор Стречи. Прехвърлена през август 1944 г. от територията на Сърбия в Македония. Установява контакт с представител на Отечествения фронт в София. В този регион действа и мисията на майор Еванс.